# Bryhnia pflanzii
Bryhnia pflanzii là một loài Rêu trong họ Brachytheciaceae. Loài này được Broth. mô tả khoa học đầu tiên năm 1913.